# Liste der Monuments historiques in Étevaux
Die Liste der Monuments historiques in Étevaux führt die Monuments historiques in der französischen Gemeinde Étevaux auf.

## Liste der Objekte
| Bezeichnung    | Beschreibung          | Standort                           | Kennzeichnung | Schutzstatus | Datum | Bild |
| -------------- | --------------------- | ---------------------------------- | ------------- | ------------ | ----- | ---- |
| Kommuniontisch | Holz, 17. Jahrhundert | in der Kirche Ste-Madeleine (Lage) | PM21001066    | Classé       | 1916  |      |